# Stefano Scandaletti
Stefano Scandaletti (Padova, 23 ottobre 1977) è un attore, regista teatrale e cantautore italiano.

## Biografia
Nato a Padova nel 1977, diviene noto per gli spot dell'Aranciata Sanpellegrino, diretti da Daniele Luchetti. Con lo stesso regista debutta come attore ne I piccoli maestri. È in seguito Renzo Tramaglino in Renzo e Lucia di Francesca Archibugi e Pietro Valpreda in Romanzo di una strage di Marco Tulio Giordana. Nel 2012 affianca Cristiana Capotondi nel film Nome di donna.
Prosegue lavorando nel cinema con Liliana Cavani, Marco Turco, Marcello Cesena, Mario Monicelli, Carlo Mazzacurati, Andrea Segre, Sergio Martino, Roberto Benigni, Gianluca Maria Tavarelli, Maurizio Zaccaro, André Téchiné, Joaquìn Oristell e Claudio Fragasso. A teatro vince il "premio Off# - Teatro Stabile del Veneto" e il "premio Argot Off del Teatro Argot di Roma" con un monologo tratto da Orlando di Virginia Woolf, per la regia di Stefano Pagin. Viene diretto a teatro da Andrea De Rosa, Francesco Calcagnini, Luca De Fusco, Alessandro Maggi, Pier Luigi Pizzi, Antonio Calenda, Natalino Balasso, Gigi Proietti e Damiano Michieletto.
Conduce su Rai 2 il programma musicale Top of the Pops e nel 2002 conduce su Rai 1 Sanremo Giovani nel 2003. Come regista riceve il primo premio al Festival di Bellaria "Anteprima per il Cinema Indipendente Italiano" per il cortometraggio Giovedì. È autore musicale per gli Zero Assoluto, Chiara Civello, Marco Guazzone. Nel 2015 inizia il suo primo progetto cantautorale dal nome Scandaletti.

## Riconoscimenti
- Primo premio Anteprima Film Festival per il cortometraggio Giovedì (sceneggiatura e regia)[1]
- Primo premio al monologo teatrale per Orlando-Orlando (2011) - Premio Off#2 del Teatro Stabile del Veneto (attore)[2]
- Primo Premio al monologo teatrale per Orlando-Orlando (2012) - Premio Argot Off (attore)[3][4]

## Filmografia

### Cinema
- La terza luna , regia di Matteo Bellinelli (1997)
- I piccoli maestri, regia di Daniele Luchetti (1997)
- Mari del sud, regia di Marcello Cesena (2001)
- Pinocchio , regia di Roberto Benigni (2002)
- Una seconda occasione, regia di Anselmo Talotta, episodio Sei come sei (2002)
- Giovedì, regia di Stefano Scandaletti – cortometraggio (2003)
- Concorso di colpa, regia di Claudio Fragasso (2005)
- Hollymood, regia di Roberto Siviero (2005)
- Le rose del deserto , regia di Mario Monicelli (2006)
- Anastezsi, regia di Miguel Alcantud (2007)
- La giusta distanza, regia di Carlo Mazzacurati (2007)
- Sanguepazzo, regia di Marco Tullio Giordana (2008)
- Dieta mediterranea, regia di Joaquìn Oristell (2009)
- Gli imperdonabili, regia di André Téchiné (2011)
- Romanzo di una strage, regia di Marco Tullio Giordana (2012)
- Piccola patria, regia di Alessandro Rossetto (2013)
- Il leone di vetro, regia di Salvatore Chiosi (2014)
- La sedia della felicità, regia di Carlo Mazzacurati (2014)
- La pelle dell'orso, regia di Marco Segato (2015)
- Nome di donna, regia di Marco Tullio Giordana (2018)
- Fra due battiti, regia di Stefano Usardi (2021)
- Io sono Babbo Natale, regia di Edoardo Falcone (2021)
- Welcome Venice, regia di Andrea Segre (2021)[5]
- Mancino naturale, regia di Salvatore Allocca (2021)
- Siccità, regia di Paolo Virzì (2022)
- Campo di battaglia, regia di Gianni Amelio (2024)

### Televisione
- Mozart è un assassino, regia di Sergio Martino – film TV (2002)
- Renzo e Lucia, regia di Francesca Archibugi – miniserie TV (2004)
- De Gasperi - L'uomo della speranza – miniserie TV (2005)
- R.I.S. - Delitti imperfetti – serie TV, episodio 2x06 (2006)
- Una delle ultime sere di carnovale, regia di Giovanni Ribet e Pierluigi Pizzi (2007)
- Aldo Moro - Il presidente, regia di Gianluca Maria Tavarelli – miniserie TV (2008)
- Le ragazze dello swing, regia di Maurizio Zaccaro – miniserie TV (2010)
- C'era una volta la città dei matti..., regia di Marco Turco – miniserie TV (2010)
- Giorgione, sulle tracce del genio – miniserie TV (2011)
- My Names Is Ernest, regia di Emilio Briguglio – film TV (2013)
- Lea, regia di Marco Tullio Giordana – film TV (2015)
- Il miracolo – serie TV (2018)
- Rocco Schiavone – serie TV, episodio 2X02 (2018)
- Petra – serie TV, episodio 1x03 (2020)
- Don Matteo – serie TV, episodio 13x06 (2022)
- Stucky – serie TV, episodio 1x05 (2024)

## Teatro

### Attore
- Turandot di Carlo Gozzi, regia di Beppi Morassi (1996)
- Tamburi nella notte di Bertolt Brecht, regia di Virgilio Zernitz (1997)
- La commedia degli Zanni di Giovanni Poli, regia di Lino Spadaro (1998)
- Il bugiardo di Carlo Goldoni, regia di Francesco Capitano (1998)
- The Knight of the Burning Pestle di Francis Beaumont, regia di Adriano Iurissevich (1998)
- Due paia di pinne di Angela Giassi (1999)
- Amleto di William Shakespeare, regia di Antonio Calenda (1999)
- La rappresentazione della Passione di Antonio Calenda (2000)
- Esercizi spirituali in luogo pubblico di Francesco Calcagnini (2001)
- La passione secondo Romeo e Giulietta di Sandro Mabellini (2002)
- Il gabbiano Jonathan Livingston di Richard Bach, regia di Maurizio Rigatti (2003)
- Le Massere di Carlo Goldoni, regia di Stefano Pagin (2005)
- Romeo e Giulietta di William Shakespeare, regia di Gigi Proietti (2005)
- La Venexiana di Anonimo del 1500, regia di Stefano Pagin (2006)
- La distruzione di Kreshev di Isaac Singer, regia di Stefano Pagin (2007)
- Il mercante di Venezia di William Shakespeare, regia di Luca De Fusco (2007)
- Una delle ultime sere di carnovale di Carlo Goldoni, regia di Pier Luigi Pizzi (2008)
- Peccato che sia una sgualdrina di John Ford, regia di Luca De Fusco (2008)
- Andromaca di Euripide, regia di Alessandro Maggi (2010)
- Orlando di Virginia Woolf, regia di Stefano Pagin (2011) – monologo
- Macbeth di William Shakespeare, regia di Andrea De Rosa (2011)
- Cacciatori di frodo di Alessandro Cinquegrani, regia di Giuseppe Emiliani (2012)
- L'ispettore generale di Nicolaj V. Gogol, regia di Damiano Michieletto (2013)
- La cativìssima di Natalino Balasso, regia di Natalino Balasso (2015)
- Il deserto dei Tartari di Dino Buzzati, regia di Paolo Valerio (2016)
- Per Ciò Che è Stato di Mauro Santopietro (2016)
- Giulio Cesare di William Shakespeare, regia di Álex Rigola (2017)
- Un tram chiamato desiderio di Tennessee Williams, regia di Pierluigi Pizzi[6] (2019)
- Il cuore freddo (Das kalte Herz) di Wilhelm Hauff, regia di Monica Codena (2020)[7] – monologo
- Casa d'altri di Silvio D'Arzo, regia di Monica Codena (2021)[8] – monologo

### Regista
- Ferite d'arma da gioco - Gruesome Playground Injuries di Rajiv Joseph. Teatro dell'Orologio - sala Gassman (2015)[9]
- Medea da Euripide, Seneca, Argonautiche Orfiche di Anonimo. Teatro Bresci[10]
- Troilo e Cressida da Boccaccio, Shakespeare - Dionisiache 2016. Teatro greco di Segesta[11]
- Savana Padana da Matteo Righetto. Teatro Stabile del Veneto[12]
- Never Ending Machine di Marta Dalla Via. Teatro Stabile del Veneto[13][14]